# St. Salvator (Schwäbisch Gmünd)

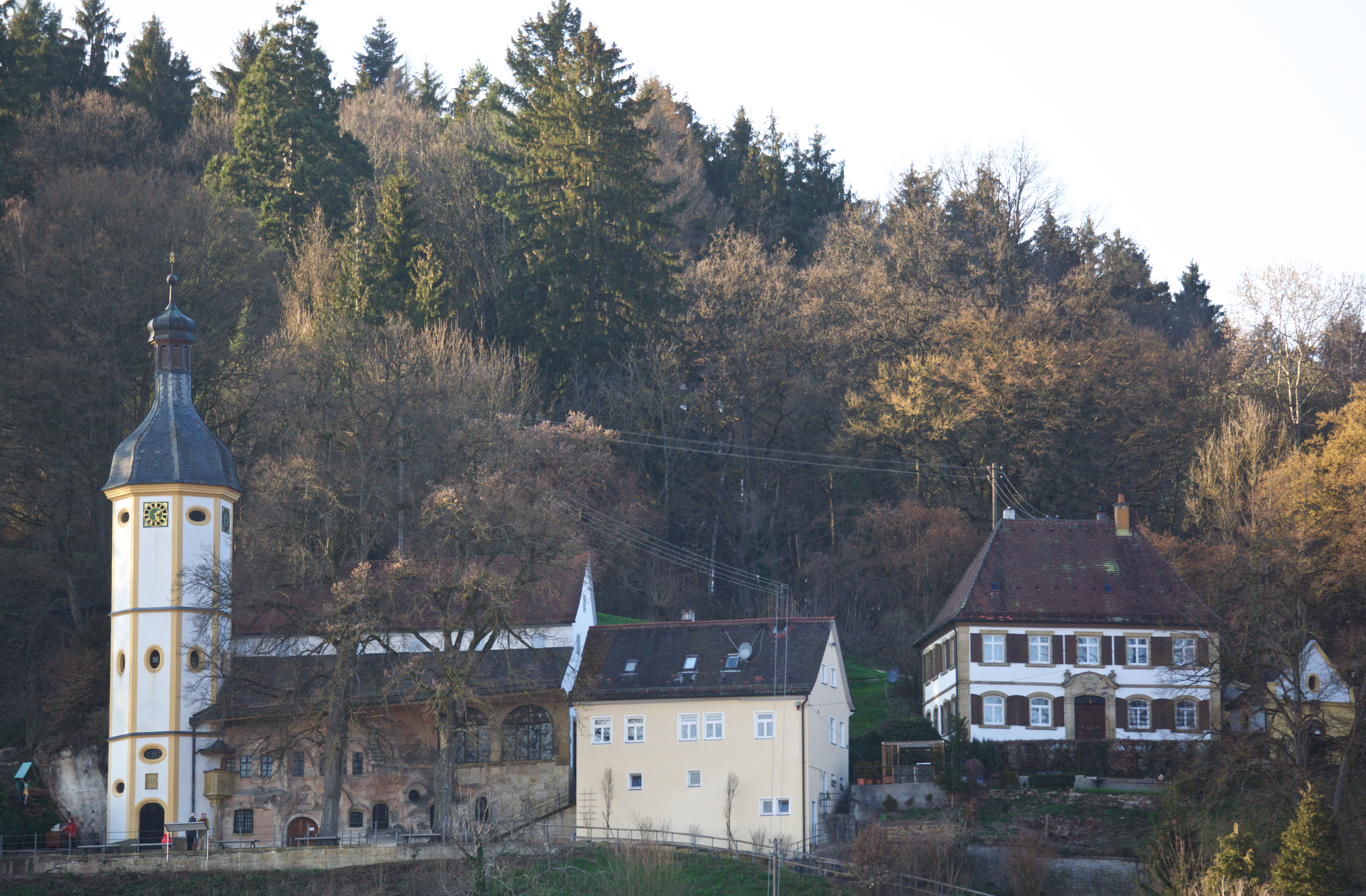
St. Salvator mit Kirche, Mesner- und Kaplaneihaus von der Rektor-Klaus-Straße aus aufgenommen

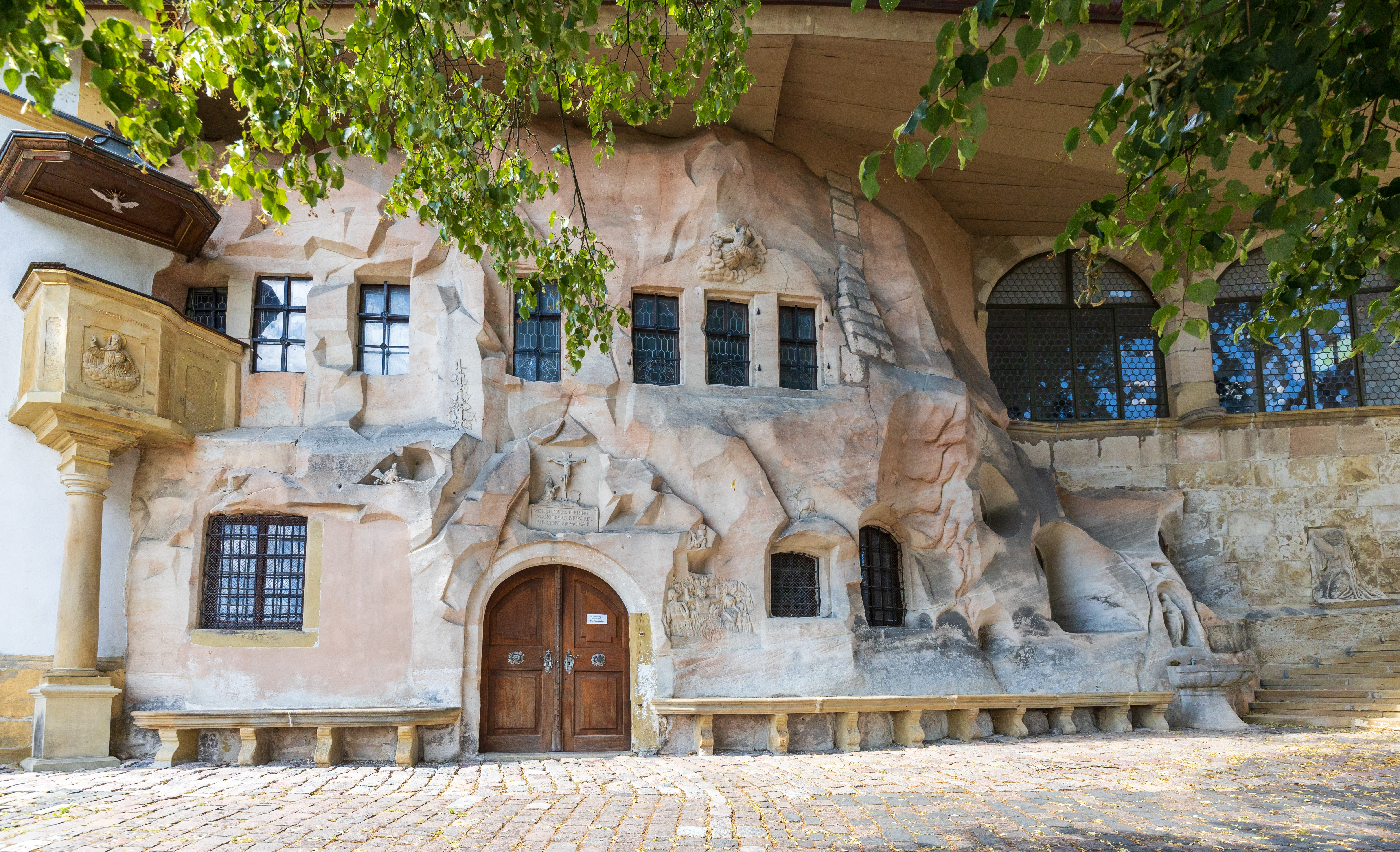
Felsenkapellen

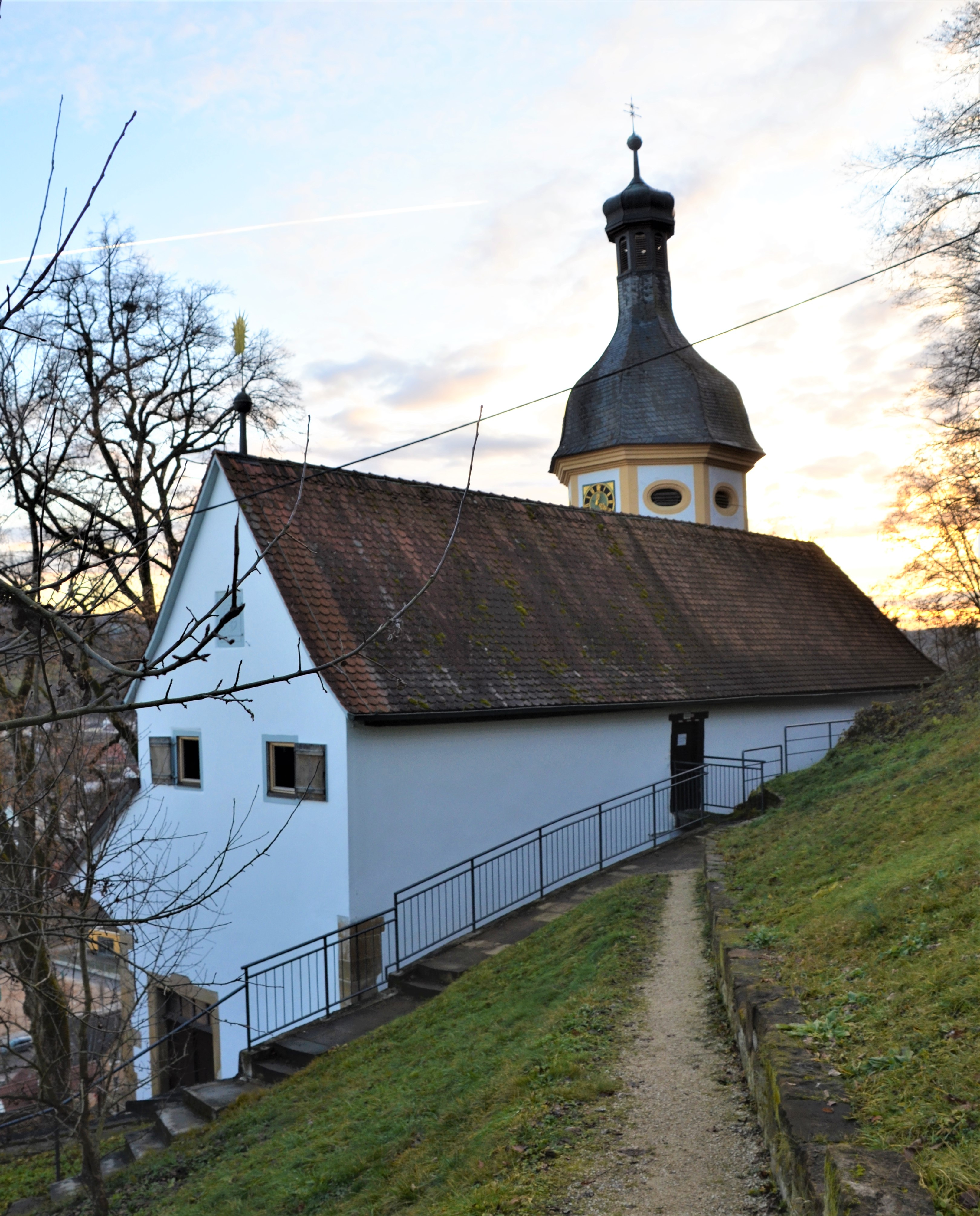
Salvatorkirche von Nordost

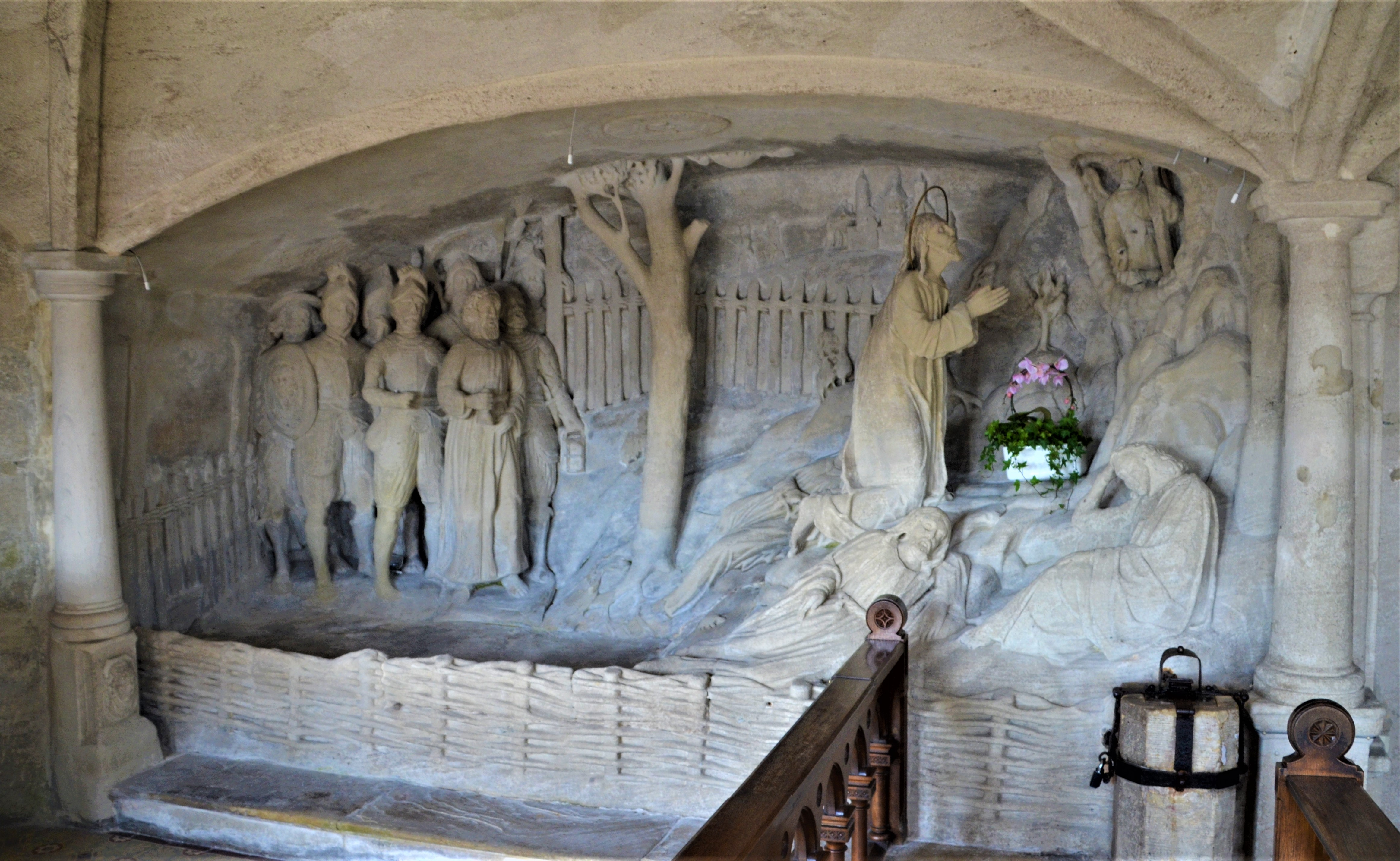
Ölbergrelief in der Oberen Felsenkapelle

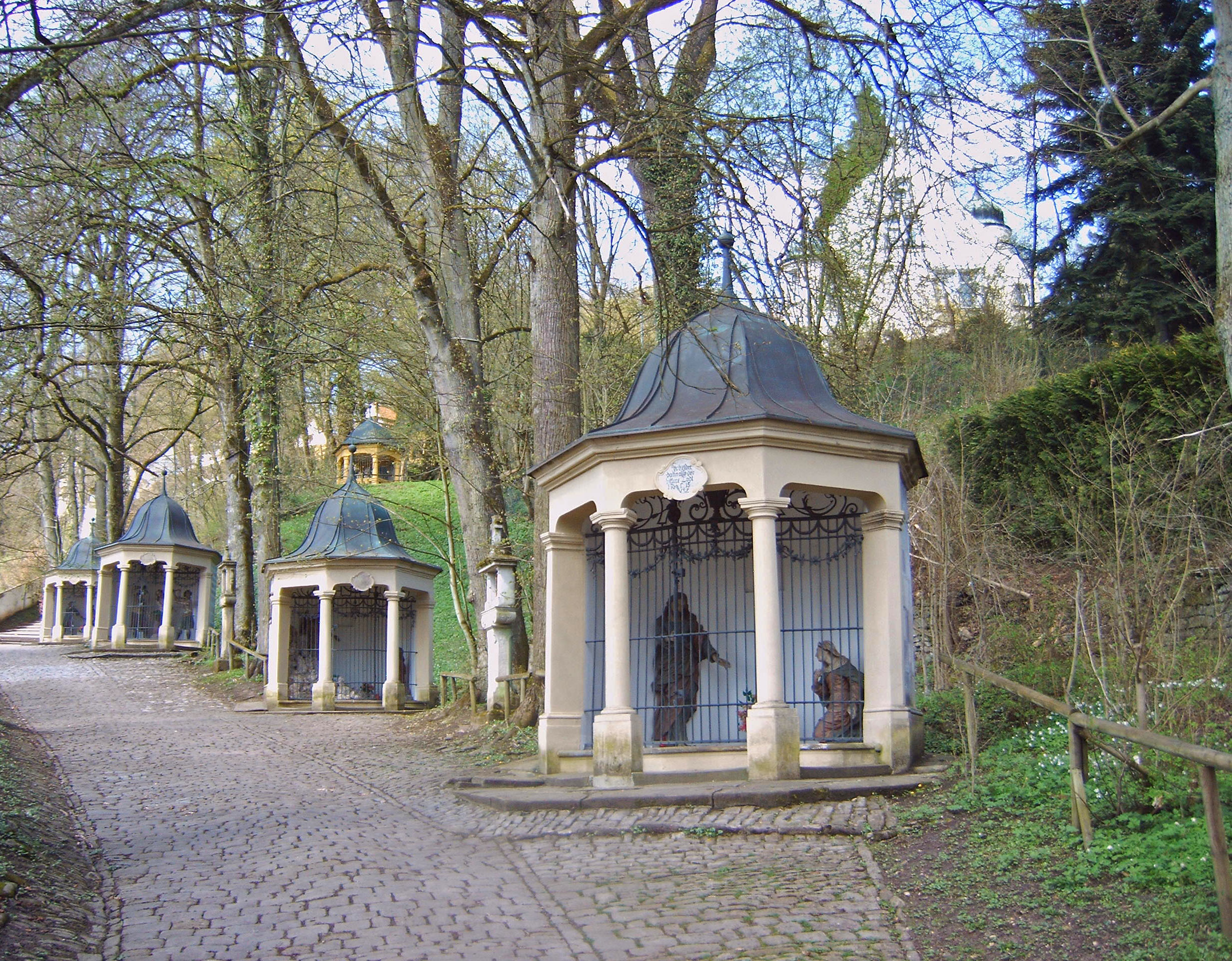
Beginn des Kreuzweges mit den Kapellhäuschen

Der St. Salvator ist ein Wallfahrtskomplex über Schwäbisch Gmünd. Er besteht aus zwei Felsenkapellen, die zusammen die Wallfahrtskirche St. Salvator bilden, sowie einem Kreuzweg mit mehreren Kapellen. Der Kreuzweg ist in der Form, wie er in Schwäbisch Gmünd vorliegt, einzigartig.

## Geschichte
Schon vor 1483 hatte sich am Nepperberg, auch Eberstein genannt, eine Kultstätte befunden. In jenem Jahr erwähnte der Ulmer Dominikaner Felix Fabri anlässlich seiner Besichtigung der Jakobshöhle in Jerusalem, dass ihn diese an die ganz ähnliche, aber kleinere Höhle, den Eberstein bei Gmünd in Schwaben, erinnert.
Am 12. April 1616 hinterließ der Priester Heinrich Pfeningmann 200 Gulden zur „Reparierung“ des Eppersteins. Die 1617 begonnene „Reparierung“ wurde als Um- und Ausbau ausgeweitet. Der Bildhauer und Baumeister Caspar Vogt leitete diese Arbeiten. Schon am 19. August 1618 konnte der Augsburger Weihbischof die beiden Altäre in der Felsenkapelle weihen. Der eine wurde zu Ehren des Erlösers (St. Salvator), der andere zu Ehren der Heiligen Johannes und Jakobus geweiht.
1623 wurde die ebenfalls von Vogt erbaute obere Kapelle geweiht, die 1636 aufgrund des aus Fels gehauenen Ölberges bei Kaiser Ferdinand III. große Bewunderung fand. Vogt sollte deshalb im Auftrag des Kaisers eine Gruft als Nachbildung des Heiligen Grabes erstellen. Die aufgrund von Streitigkeiten zwischen Kaiser und Reichsstadt unvollendete Gruft wurde Anfang 2013 bei Sicherungsarbeiten freigelegt. 1654 wurde die Kirche abermals geweiht. Dabei kam es auch nochmals zu größeren baulichen Veränderungen. Die obere Kapelle bekam eine Vorhalle. Anstelle eines kleinen Glockentürmchens wurde der heutige Glockenturm gebaut.
Schon vor 1622 entstand das Mesnerhaus neben der Wallfahrtskirche; es ist auf den 1622 erstellten Bildern von Christoph Friedel zu sehen. 1770 wurde von Johann Michael Keller dem Jüngeren das barocke Kaplaneihaus errichtet.
Im 18. Jahrhundert entstanden noch zwei weitere Kapellen auf dem Salvator, am Anfang die Muschelkapelle, die im Innenraum mit Kiesmörtel, Muscheln und Schnecken überzogen ist und ein Tonnengewölbe besitzt. Die zweite Kapelle entstand Ende des 18. Jahrhunderts nach 1792 und ist eine Heiliggrabkapelle. Ihre Fenster entstanden Ende des 19. Jahrhunderts.
Zuerst bestand der Kreuzweg auf den St. Salvator nur aus den von Caspar Vogt gefertigten traditionellen Bildstöckchen. 1737 wurden  Fachwerkhäuschen, die 1789 zu kleinen Kapellchen mit Kuppeldach umgebaut wurden, errichtet. In ihnen sollen lebensgroße Figuren das Leiden Christi veranschaulichen.

## Zugehörigkeit und Nutzung
Die Stadtpfarrkirche Unserer Lieben Frau und Heilig Kreuz, das heutige Heilig-Kreuz-Münster in Schwäbisch Gmünd, war bis 1644 für die Seelsorge auf dem St. Salvator zuständig. Von 1644 bis 1810 übernahmen Kapuziner des Gmünder Kapuzinerklosters die Seelsorge, die dann von sogenannten Benefiziaten, den Salvatorkaplänen, übernommen wurde.
Heute ist der St. Salvator wieder Eigentum der Münstergemeinde Heilig Kreuz des Heilig-Kreuz-Münsters in Schwäbisch Gmünd. Einmal monatlich, in den Wochen vor Ostern auch häufiger, finden Wallfahrtsmessen statt. Ebenso wird der St. Salvator für viele Kreuzwegandachten genutzt.

## Glocken
Heute befinden sich im Glockenturm zwei Glocken. Die 1955 von Heinrich Kurtz aus Stuttgart gegossene Dolorosa-Glocke ist heute die erste Glocke und ersetzt die St.-Paulus-Kriegergedächtnisglocke von 1925, die vom selben Meister stammte. Die zweite Glocke stammt von 1780 und wurde von Joseph und Nikolaus Arnoldt aus Dinkelsbühl gegossen. Eine weitere Glocke, die 1763 in Nürnberg gegossen wurde, hängt im Dachreiter des Heilig-Kreuz-Münsters. Die Konradsglocke von 1895 aus Biberach, gegossen von der Glockengießerei Zoller, ist abgegangen.
| Nr. | Name     | Durchmesser | Gussjahr | Ton |
| --- | -------- | ----------- | -------- | --- |
| 1   | Dolorosa | 870 mm      | 1955     | b   |
| 2   | k. A.    | 670 mm      | 1780     | des |

## Gegenwärtiger Zustand

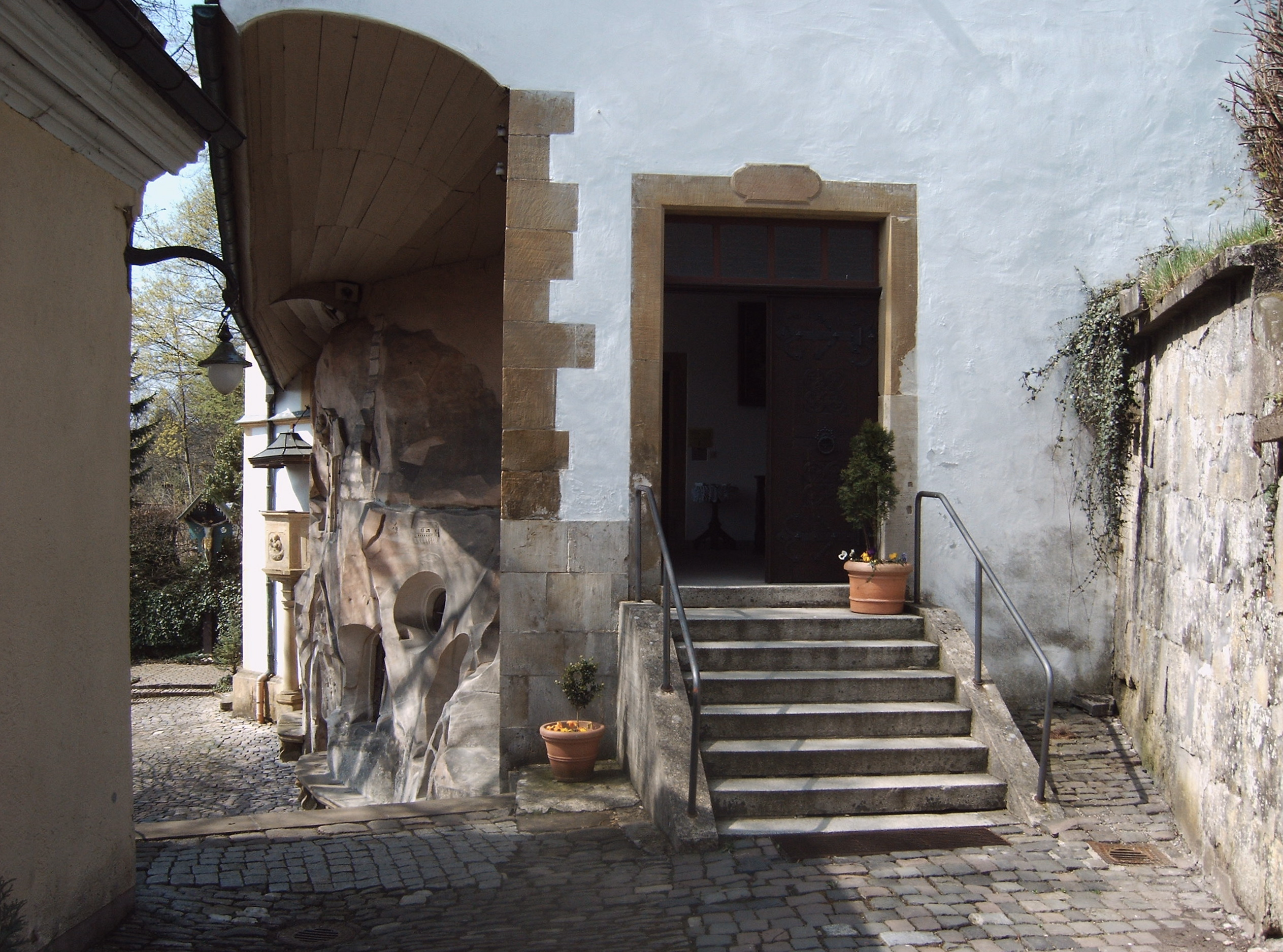
Eingang der oberen Kapelle der Wallfahrtskirche

Durch Erosion, vor allem in den oberen Schichten, ist der Stubensandstein stark angegriffen. Zahlreiche Details an den Figuren sind bereits teilweise verwittert. Durch Gründung eines Freundeskreises unter der Schirmherrschaft von Diane Herzogin von Württemberg wurden notwendige Mittel für den Erhalt der Kapellen und Kreuzwegstationen freigesetzt. Neben zahlreichen Geld- und auch Sachspenden konnten durch den Freundeskreis von ansässigen Unternehmen gespendete Arbeitsausführungen akquiriert werden. Auch der Eigentümer, die Münstergemeinde Heilig Kreuz, beteiligt sich trotz gleichzeitiger finanzieller Belastung durch die Sanierung der Johanniskirche und der Instandhaltung des Gmünder Münsters in der Innenstadt an der Sanierung. Die Arbeiten begannen 2010 und sollten bis zum Beginn der Landesgartenschau 2014 andauern. Auch im Vorfeld des Jubiläums 2017 wurden weitere Erhaltungs- und Baumaßnahmen durchgeführt.
Die Erhaltungsmaßnahmen wurden vielfältig wissenschaftlich begleitet. Im Januar 2011 begann die Materialprüfungsanstalt der Universität Stuttgart mit der Suche nach einem geeigneten Konservierungsverfahren oder einem Festigungsmittel für dauerfeuchten Naturstein, beispielsweise für das Ölbergrelief, das 1620 von Caspar Vogt direkt aus dem Fels geschlagen wurde. Auch die Deutsche Bundesstiftung Umwelt beteiligte sich an der Erhaltung.
Zum 400. Jubiläum 2017 stellte der Bildhauer Rudolf Kurz oberhalb der Kirche die rund sechs Meter hohe Metallskulptur Salvator Segenshand, auch Sphaera genannt, fertig. Sie soll die Hand Christi und den Erdkreis symbolisieren und ist von der Innenstadt aus zu sehen.

## Bilder

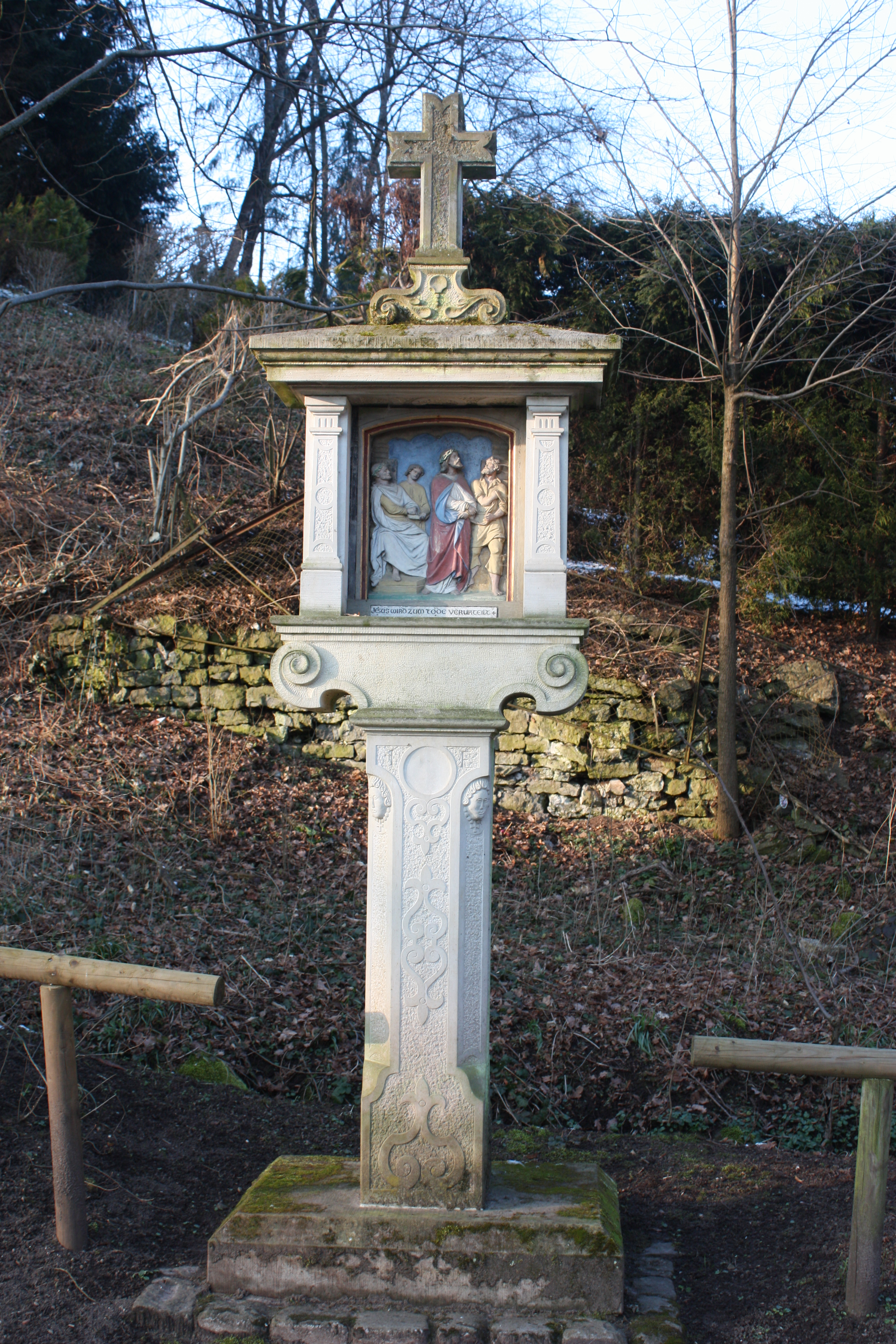
Bildstock am Kreuzweg
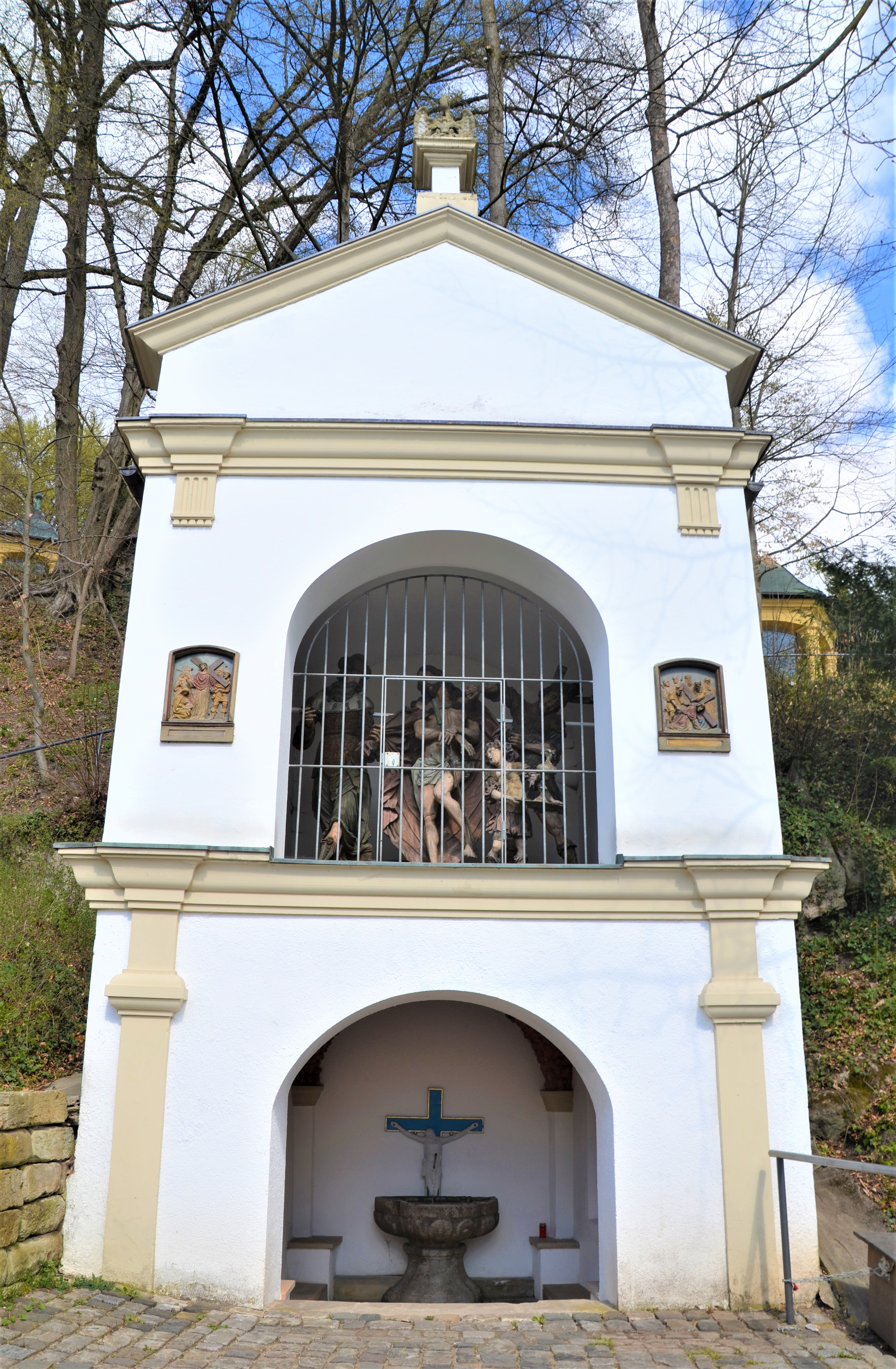
Brunnenkapelle (Ecce-Homo-Kapelle)
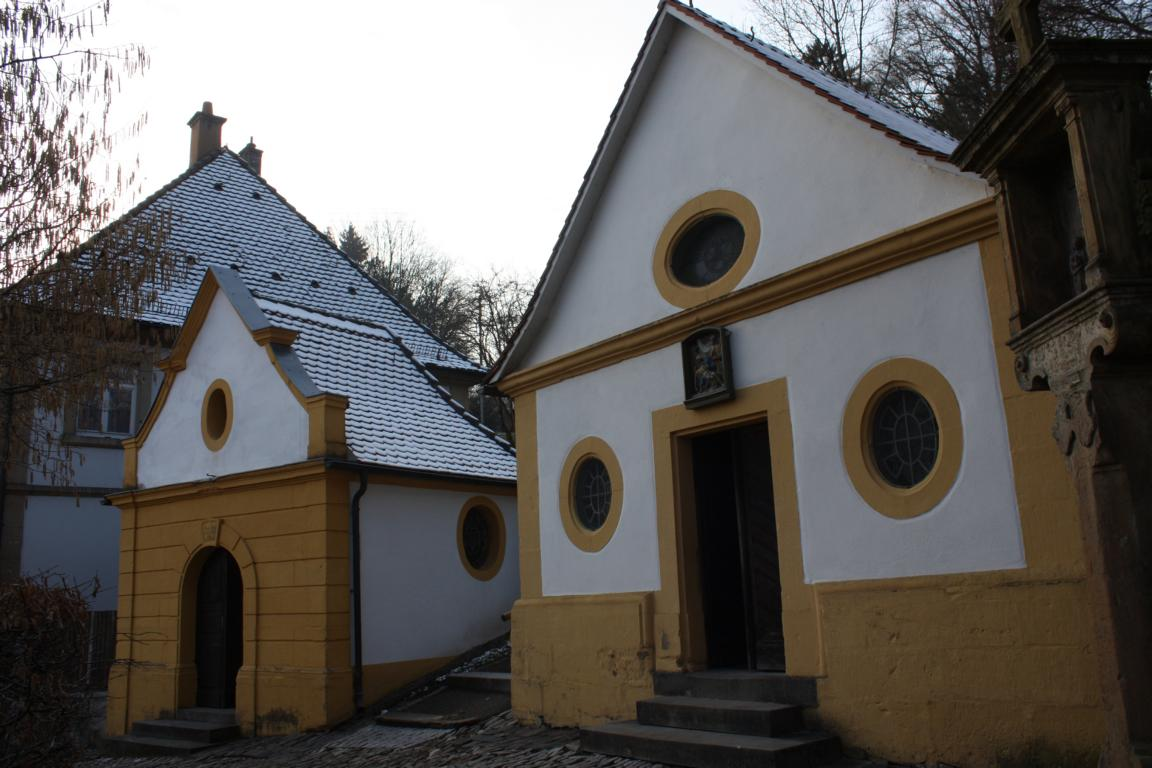
Muschel- und Heiliggrabkapelle
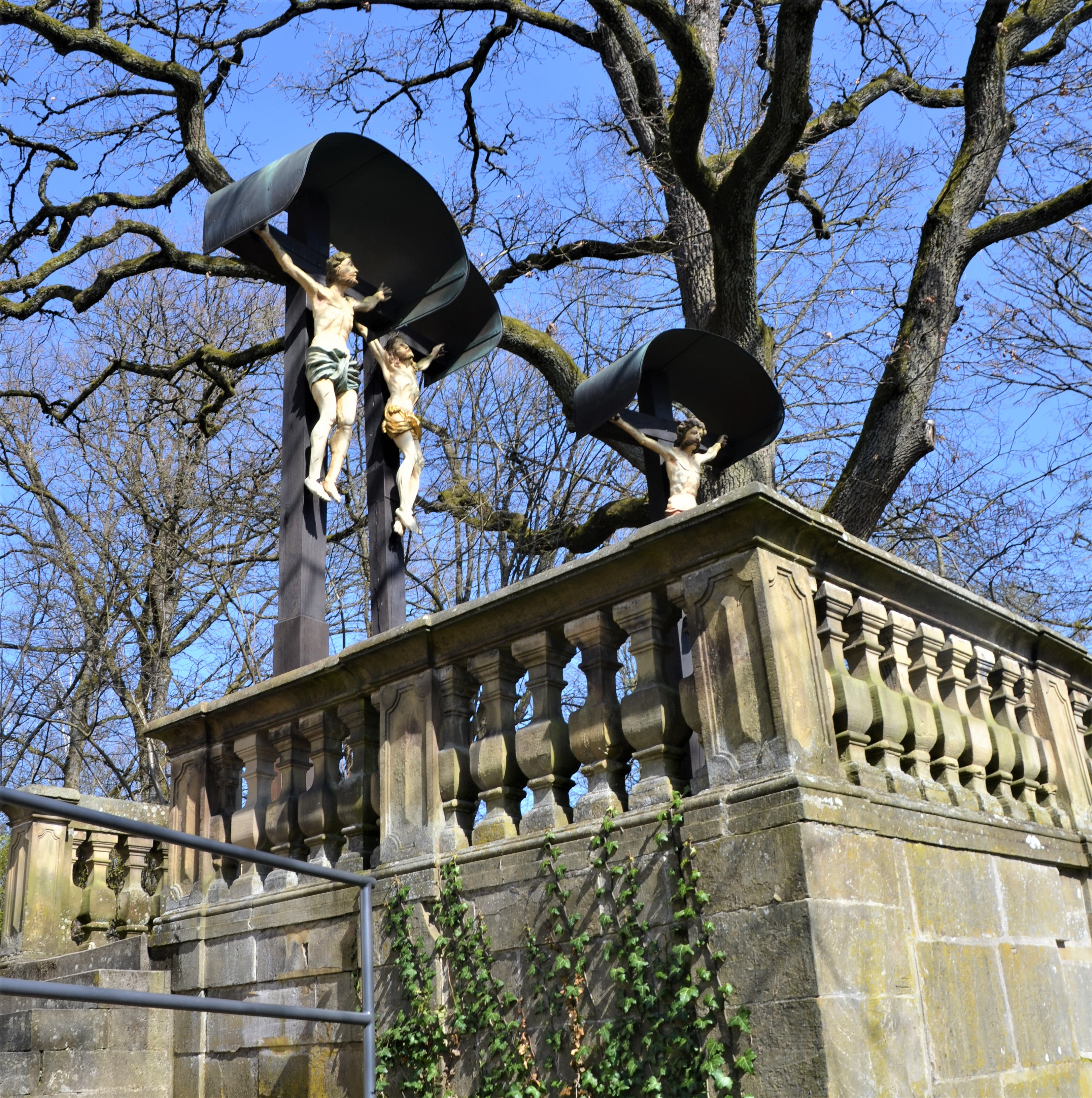
Golgata-Gruppe
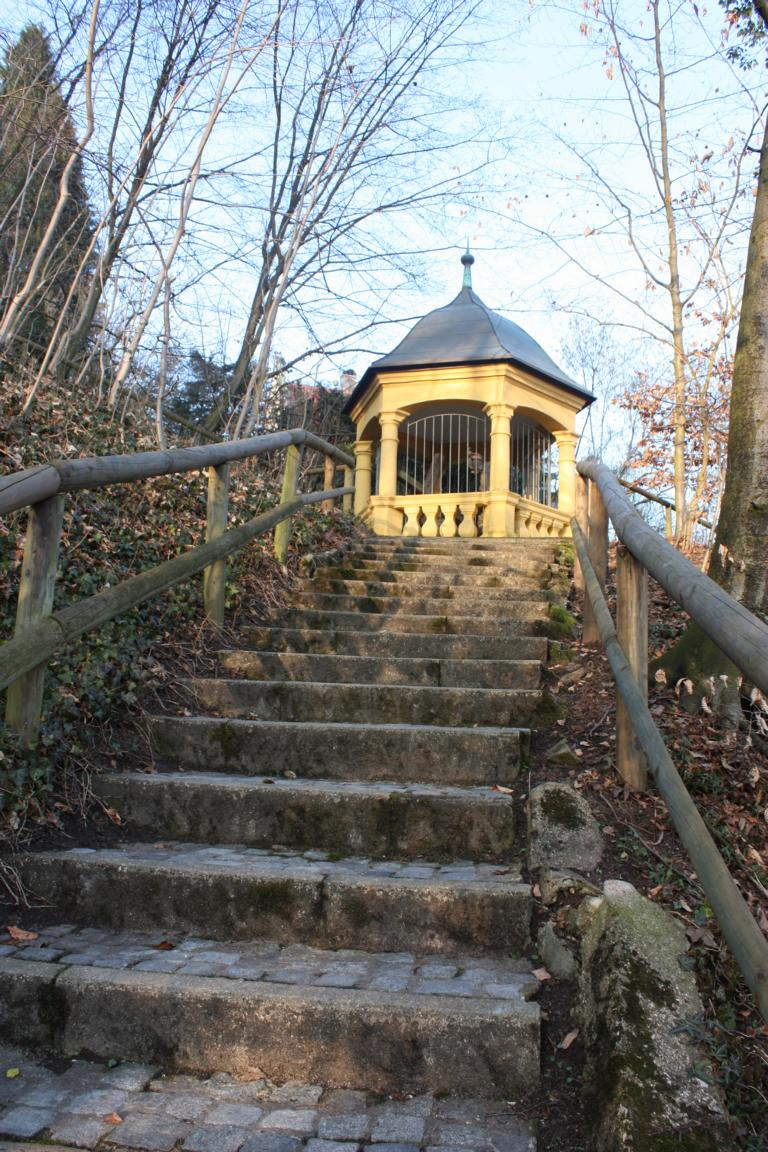
Kreuzweg
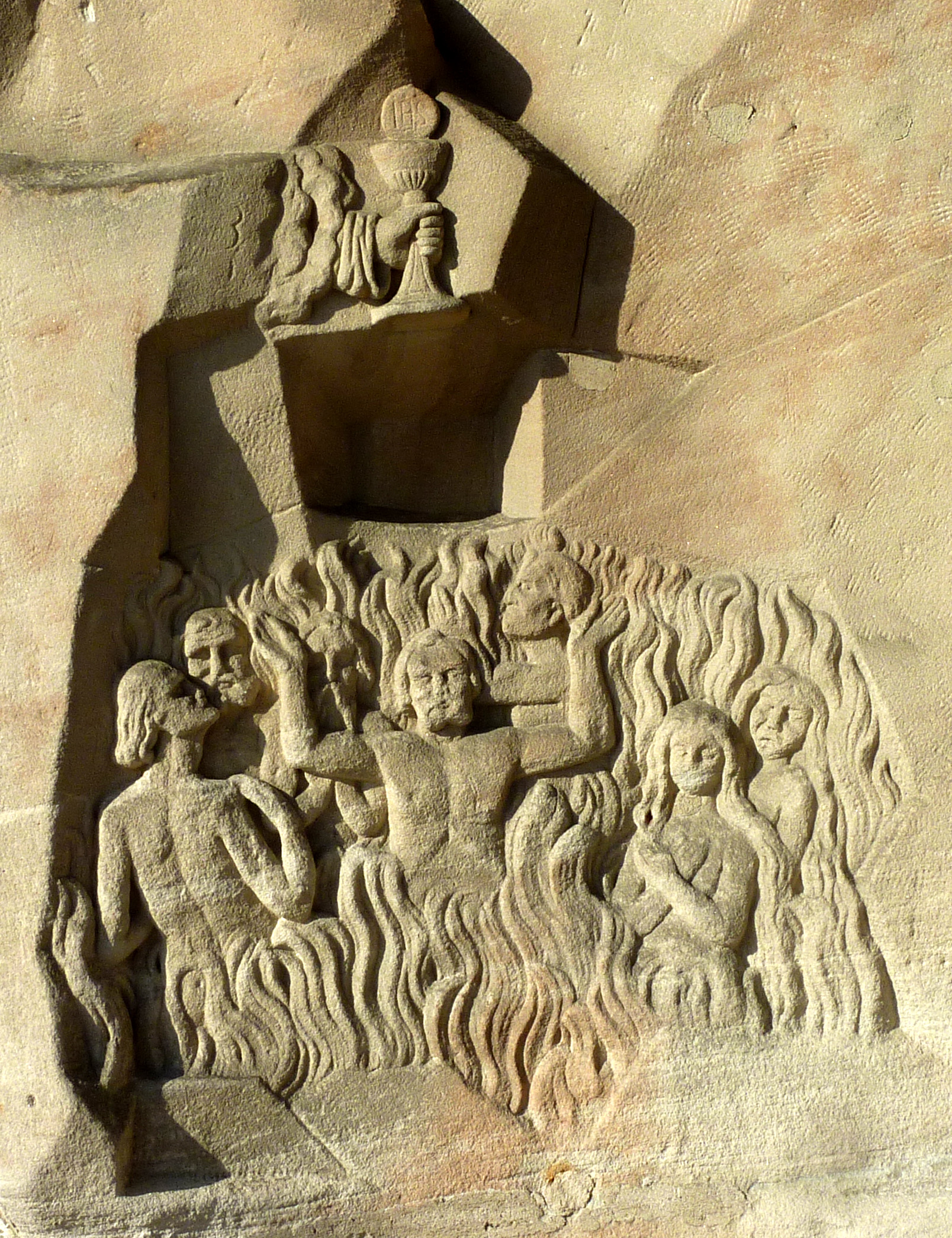
In den Fels gehauenes Arme-Seelen-Relief neben dem Eingang zur unteren Felsenkapelle, darüber Hand mit Kelch und Hostie.
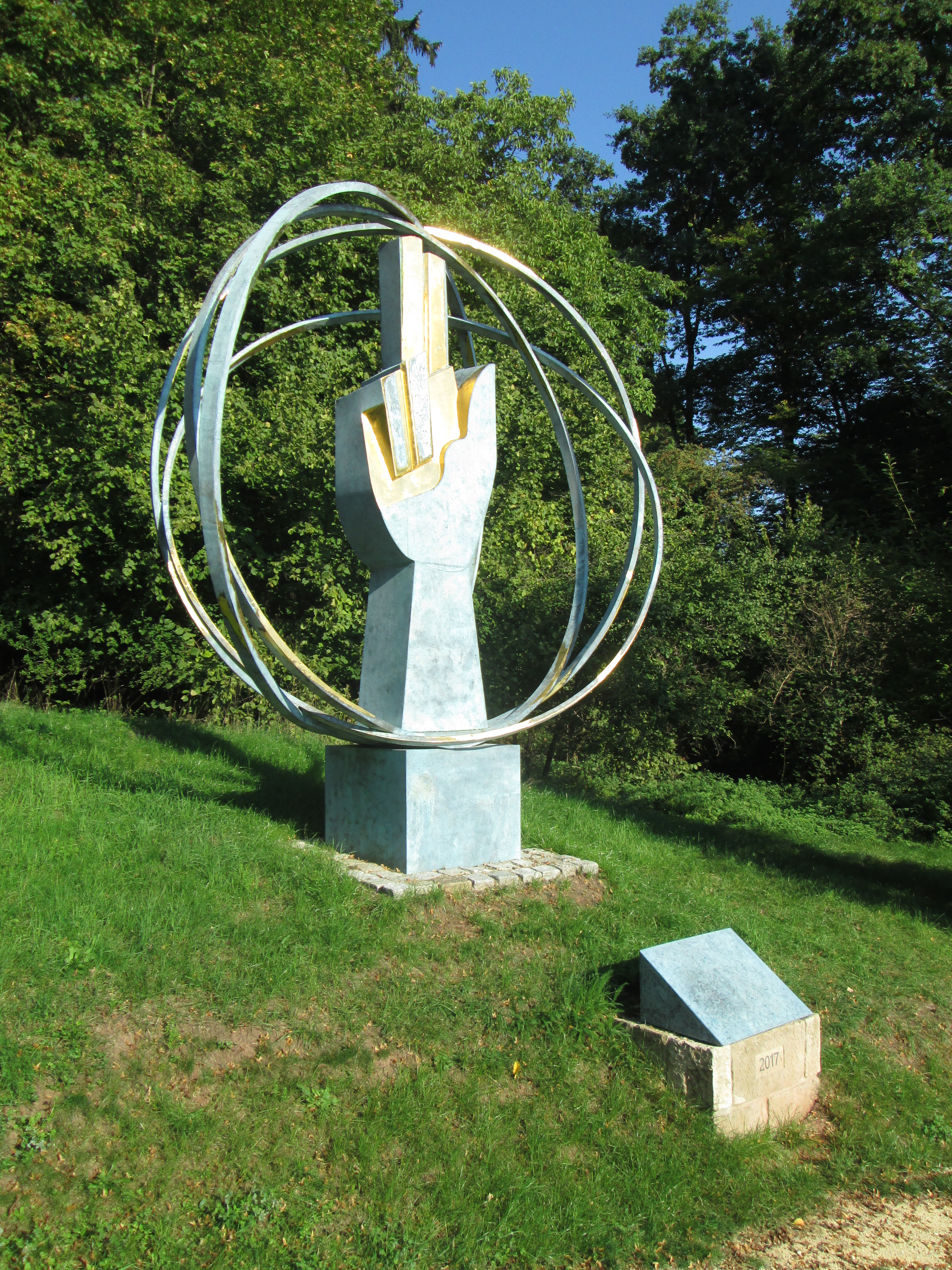
Skulptur Salvator Segenshand